# 대호아이피종합건설
대호아이피종합건설은 대한민국의 건축업 전문회사이다. 주요 사업영역은 국내외 건축관리(Construction Management), 개발사업(Project Management),건축물 시설관리 분야이다.

## 주요 연혁
- 1981년 대호부동산 컨설팅 설립
- 1994년 대호부동산 컨설팅 법인 설립
- 2004년 대호아이피개발(주) 설립
- 2006년 부동산 임대관리업 등기(Rental Management Services),부동산 매매업 등기(Real estate register),주택건설사업 등기(Housing construcion register),임대주택건설업 등기(Rental house register)
- 2007년 건설업 등록(Constuction register)
- 2008년 대호아이피종합건설(주)로 상호변경(Name of our company(DAEHO IP)had been changed)
- 2009년 자본금 7억 증자(총 자본금 14억100만원)(700million increase in capital)
- 2010년 부동산 개발업 등록(등록번호:서울 100009)(Real estate developer)
- 2010년 IP BMC건물관리업 법인설립(Proterty management Services Established(IP BMC)
- 2010년 주택사업 면허취득(Housing Business License)